# David López García

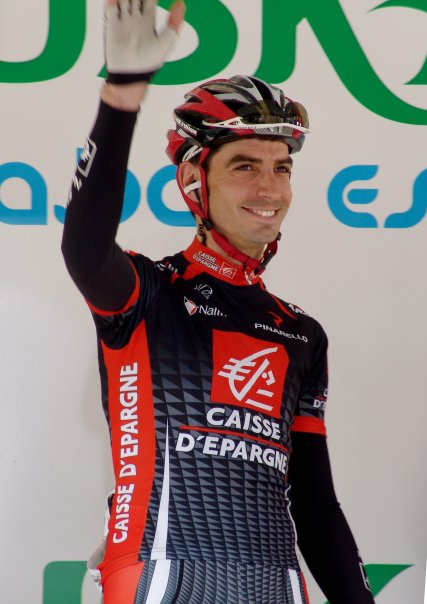
David López García der Sieger der 5. Etappe der Deutschland-Tour 2007 auf den Rettenbachferner

David López García (* 13. Mai 1981 in Barakaldo) ist ein spanischer Radrennfahrer.
David López begann seine Profikarriere 2003 bei dem spanischen Radsportteam Cafés Baqué. Nach zwei Jahren wechselte er zum baskischen ProTeam Euskaltel-Euskadi. In der Saison 2006 wurde er auf einer Etappe der Valencia-Rundfahrt Vierter und erreichte im Gesamtklassement den siebten Rang. Beim Critérium International konnte er die Bergwertung für sich entscheiden.
Im Jahr 2007 wechselte er zum Team Caisse d’Epargne (späterer Name: Movistar) und erzielte die ersten internationalen Elitessiege bei der Deutschland Tour und der Vuelta a España 2010.

## Erfolge
2007
- eine Etappe Deutschland Tour

2010
- eine Etappe Vuelta a España

2011
- Mannschaftszeitfahren Burgos-Rundfahrt

2013
- eine Etappe Eneco Tour

2016
- Mannschaftszeitfahren Vuelta a España

## Teams
- 2003 Cafés Baqué
- 2004 Cafés Baqué
- 2005 Euskaltel-Euskadi
- 2006 Euskaltel-Euskadi
- 2007 Caisse d’Epargne
- 2008 Caisse d’Epargne
- 2009 Caisse d’Epargne
- 2010 Caisse d’Epargne
- 2011 Movistar
- 2012 Movistar
- 2013 Sky ProCycling
- 2014 Team Sky
- 2015 Team Sky
- 2016 Team Sky